# The March
The March è il quarto album della band metalcore statunitense Unearth, pubblicato il 14 ottobre 2008 dalla Metal Blade Records.
L'album è stato prodotto da Adam Dutkiewicz, chitarrista e seconda voce dei Killswitch Engage. La canzone "The Chosen" è stata inclusa nella colonna sonora del film Aqua Teen Hunger Force Colon Movie Film for Theaters.
L'album ha debuttato alla posizione numero 45 della Billboard.

## Tracce
1. My Will Be Done – 3:37
2. Hail the Shrine – 3:58
3. Crow Killer – 3:17
4. Grave of Opportunity – 3:53
5. We Are Not Anonymous – 3:04
6. The March – 3:29
7. Cutman – 3:12
8. The Chosen – 3:53
9. Letting Go – 4:43
10. Truth or Consequence – 4:10
11. Our Callous Skin – 10:15

## Formazione
- Trevor Phipps - voce
- Buz McGrath - chitarra
- Ken Susi - chitarra
- John "Slo" Maggard - basso
- Derek Kerswill - batteria